# رودني تايلور
اللواء البحري رودني غراهام تايلور (بالإنجليزية: Rodney Graham Taylor)‏ (11 يونيو 1940 في توومبا، أستراليا - 1 سبتمبر 2002 في وامبوين، أستراليا) كان ضابطا كبيرا في البحرية الملكية الأسترالية الذي شغل منصب رئيس البحرية من 1994 إلى 1997. ولد في كوينزلاند ودخل تايلور الكلية البحرية الأسترالية الملكية في سن ثلاثة عشر عاما. تخرج في عام 1957 وهو الأول على دفعته وتخصص في وقت لاحق في الملاحة وخدم خلال حرب فيتنام. قام تايلور الذي كان يتولى قيادة السفينة فامباير بالإضافة السفينة تورينز بالتخطيط ونشر السفن الأسترالية خلال حرب الخليج الثانية. توفي تايلور الذي تقاعد من البحرية في عام 1997 بسبب سرطان الرئة في عام 2002 عندما كان يبلغ من العمر 62 عاما.

## النشأة
ولد تايلور في بلدة توومبا في كوينزلاند في 11 يونيو 1940 وهو الابن الثاني للين وفيرا تايلور. في عام 1954 انضم تايلور إلى كلية البحرية الملكية الأسترالية في قاعدة سيربيروس البرية. كان واحدا من آخر ضباط يلتحقون في البحرية الأسترالية الملكية عندما كان يبلغ من العمر 13 عاما. خلال فترة عمله في الكلية تفوق تايلور أكاديميا وكذلك في لعبة كريكيت والرجبي.

## المسيرة العسكرية البحرية

### الخدمة المبكرة
في ديسمبر 1957 تخرج تايلور من الكلية البحرية الأسترالية الملكية وحصل على وسام الملكة لكونه الأول على دفعته وكذلك الجائزة الكبرى وعين ملازم فرعي في البحرية الأسترالية الملكية. أنهى فترة التدريب في البحر على متن السفينة سوان ثم غادر تايلور إلى إنجلترا للحصول على مزيد من التعليمات في كلية البحرية الملكية في دارتموث التي تخرج منها في عام 1959.
عاد تايلور إلى أستراليا وانضم إلى السفينة كيبيرون. بينما كان على متن السفينة قرر أن يتخصص في الملاحة. وصف «تايلور» بأنه «دقيق ومتمهل» ب«واثق بنفسه». في إحدى المناسبات أدرك تايلور أن الأسطول سيتأخر ساعتين في الوصول إلى سيدني وقام من تلقاء نفسه بتعديل مستكشف الأسطول من كيبيرون ليصل في الوقت المناسب. في وقت لاحق نشر على متن السفينة أنزاك والتقى تايلور بمضيفة شركة الطيران كانتاس جودي سميث من ملبورن في عام 1963 ثم تزوجا في العام التالي وأنجبا في وقت لاحق ابن اسمه شون.
بعد حفل زفافه ذهب تايلور إلى إنجلترا من أجل استكمال دورة الملاحة الطويلة. عند الانتهاء من هذه الفترة تم تخصيصه كملاح في سرب المضاد للألغام السابع من البحرية الملكية البريطانية الذي يتواجد في مالطا. خلال عام 1967 تم نقل تايلور الذي يشغل الآن رتبة قائد ملازم إلى الولايات المتحدة ليكون الضابط المكلف بالملاحة والعمليات في المدمرة بريسبان. أثناء خدمته في بريسبان تم نشر السفينة للمساعدة في العمليات خارج فيتنام في مارس 1969. كانت بريسبان خلال فترة حرب فيتنام تستغرق سبعة أشهر وتم تكريم تايلور على أدائه.
عاد تايلور مرة أخرى إلى أستراليا وتم تعيينه لموظفي كلية البحرية في كلية البحرية الملكية الأسترالية في كريسويل في خليج جيرفيس. في أوائل عام 1972 عاد تايلور إلى بريطانيا من أجل استكمال دورة الملاحة المتقدمة على السفينة درياد. بعد الانتهاء من تعليمه في وقت لاحق من ذلك العام تم تعيين تايلور ملاحا على متن السفينة سيدني التي كانت بعد ذلك تشارك في الدعم اللوجستي للقوات الأسترالية في فيتنام طوال شهر نوفمبر. ثم أصبح في وقت لاحق ملاحا على السفينة ملبورن.
تلقى تايلور الذي تم ترقيته إلى قائد رسالة تبادل إلى البحرية الملكية كقائد لقسم الحرب البرمائية في مؤسسة الحرب المشتركة في ساروم القديمة. مع انتهاء فترة التبادل عاد تايلور إلى أستراليا وعين مدير التكتيكات والملاحة في مكتب البحرية. أكمل تايلور دورة في كلية موظفي الخدمات المشتركة وتم تعيينه لقيادة السفينة فامباير في عام 1979. كان قبطانا للمدمرة حتى عام 1980 وخلال ذلك الوقت حفظ جميع أسماء طاقم السفينة وكان معروفا بين الطاقم باسم «رود الصاروخ».

### القيادة العليا
على مدى السنوات الاثنتي عشرة التالية عقد تايلور سلسلة من التعيينات التي ركزت بشكل رئيسي على العمليات. عمل في البداية كضابط عمليات الأسطول وتم نشره في وقت لاحق مديرا للتنمية البحرية. في عام 1985 درس تايلور في كلية الدفاع الوطني في كندا. لدى عودته إلى أستراليا تولى قيادة السفينة تورينز. كما تمت ترقية تايلور إلى عميد بحري وأصبح نائب قائد الأسطول. في وقت لاحق خدم لفترة طويلة كعميد بحري للأساطيل. تم تعيين تايلور بصفته نائب قائد الأساطيل وعميد بحري للأساطيل وعضو في نقابة أستراليا في قائمة شرف عيد ميلاد الملكة عام 1989.
خلال عام 1990 تمت ترقية تايلور إلى الأدميرال الخلفي وعين مساعد رئيس قوة الدفاع (العمليات). تزامن تعيين تايلور في هذا المنصب مع بدء حرب الخليج الثانية وعلى هذا النحو كان يخطط وينسق نشر سفن البحرية الملكية الأسترالية إلى الخليج العربي للخدمة كجزء من عملية عاصفة الصحراء. خلال هذه الفترة كان تايلور مطلوبا للعمل بشكل وثيق مع الحكومة الأسترالية وأصبح «بارع في إحاطة رئيس الوزراء والوزراء والزوار الآخرين المهمين إلى غرفة العمليات». في نوفمبر 1991 تم تعيينه نائبا لرئيس الأركان البحرية. ثم عين تايلور ضابطا في نقابة أستراليا في قائمة تكريم يوم أستراليا الوطني لعام 1992 لجهوده كمساعد لقوات الدفاع (العمليات) خلال حرب الخليج الثانية.

### رئيس البحرية
في عام 1992 تم ترقية تايلور إلى لواء بحري وعين رئيس الأركان البحرية. خلال فترة خدمته كرئيس للبحرية أشرف تايلور على عدة إصلاحات كبرى للخدمة بما في ذلك سحب السفن والغواصات البريطانية الصنع واستبدالها بالمدمرات الأمريكية والفرقاطات والغواصات الأسترالية. كما قام بتنفيذ الإصلاحات المتعلقة بالأجور والظروف وهيكل الرتب وكذلك قيادة البحرية الأسترالية الملكية لتصبح أكثر تسامحا تجاه المثليين والنساء في البحر.
في فبراير 1997 أعيدت تسمية منصب رئيس الأركان البحرية كرئيس للبحرية وتزامن ذلك مع إصدار استعراض للكفاءة بتكليف من وزير الدفاع آنذاك. خفض الاستعراض مسؤوليات قيادة رؤساء الدوائر الثلاثة الذين كانوا بدلا من ذلك يقيمون مع رئيس قوة الدفاع. قبل تقاعده مباشرة كان تايلور قادرا على تقليل تأثير بعض مقترحات الإصلاح ودعا إلى المضي قدما في مشروع غواصة فئة كولينز. في يونيو منح تايلور وسام بينغات جاسا جيميلانغ (تنتيرا) من سنغافورة ل«مساهماته الهامة في إقامة علاقات وصداقة ممتازة بين البحرية الأسترالية الملكية وبحرية جمهورية سنغافورة». تقاعد من البحرية في وقت لاحق من ذلك الشهر.

## التقاعد
بعد تقاعده من البحرية اشترى تايلور وزوجته ممتلكات في وامبوان في ولاية نيو ساوث ويلز حيث قاموا بتربية حيوانات ألبكة. في 1 سبتمبر 2002 توفي تايلور بسبب سرطان الرئة في سن 62 عاما وكان قد خضع لعملية جراحية في القلب في عام 1993.